# Rang-Saint-Georges
Pour les articles homonymes, voir Saint-Georges.
Rang-Saint-Georges est un hameau de la paroisse de Paquetville, situé dans le comté de Gloucester, dans le nord-est du Nouveau-Brunswick.

## Toponymie
Rang-Saint-Georges est vraisemblablement nommé ainsi en l'honneur de George Godin, l'un de ses premiers habitants.

## Géographie

Carte de la paroisse de Paquetville. Rang-Saint-Georges est en bas.

Rang-Saint-Georges se trouve dans l'est du comté de Gloucester, à 53 kilomètres de route à l'est de Bathurst et à 105 km au nord-est de Miramichi. Le hameau est bâti à l'intersection des routes 135 et 350. La rivière Pokemouche coule dans le sud du territoire. Le territoire compte quelques buttes.
Rang-Saint-Georges est limitrophe du village de Paquetville au nord, de Bas-Paquetville au nord-est, de Maltempèque à l'est, de la paroisse de Saint-Isidore au sud, de Notre-Dame-des-Érables à l'ouest et de Haut-Paquetville au nord-ouest. La ville la plus proche est Caraquet, à 26 km au nord-est.

## Histoire
Le village de Paquetville est colonisé en 1873 et la paroisse est créée en 1897. Le bureau de poste de Rang-Saint-Georges ouvre en 1929 mais ferme en 1963.
La Paroisse de Paquetville est l'une des localités organisatrices du IVe Congrès mondial acadien, en 2009.

## Économie
Entreprise Péninsule, un organisme basé à Tracadie-Sheila faisant partie du réseau Entreprise, a la responsabilité du développement économique de la région.
L'économie de la Péninsule acadienne région est basée sur les ressources naturelles ainsi que les services et la fabrication. En fait, le développement au village est avant tout résidentiel et l'une des principales opportunités économiques sont les emplois dans la fonction publique à Caraquet et Tracadie-Sheila. La population active est d'ailleurs très mobile et 20 % des hommes travaillent à l'extérieur de la Péninsule. L'activité économique des environs est quant à elle centrée sur le village de Paquetville.

## Administration
Rang-Saint-Georges fait partie du district de services locaux de la paroisse de Paquetville. Sa population peut donc élire les membres du comité consultatif.
 Nouveau-Brunswick: Rang-Saint-Georges fait partie de la circonscription de Centre-Péninsule—Saint-Sauveur, qui est représentée à l'Assemblée législative du Nouveau-Brunswick par Denis Landry, du Parti libéral. Il fut élu en 2003 puis réélu en 2008 et en 2010.
 Canada: Rang-Saint-Georges fait partie de la circonscription fédérale d'Acadie-Bathurst. Cette circonscription est représentée à la Chambre des communes du Canada par Yvon Godin, du NPD. Il fut élu lors de l'élection de 1997 contre le député sortant Doug Young, en raison du mécontentement provoqué par une réforme du régime d’assurance-emploi.

## Vivre à Rang-Saint-Georges
La population de Rang-Saint-Georges est dépendante des localités environnantes, notamment Paquetville et Caraquet, pour ses services.
Existant depuis le 20 juillet 1995, la Commission de gestion des déchets solides de la Péninsule acadienne (COGEDES) a son siège-social à Caraquet. Les déchets sont transférés au centre de transbordement de Tracadie-Sheila et les matières non-recyclables sont ensuite enfouies à Allardville.